# 金融国際審議官
金融国際審議官（きんゆうこくさいしんぎかん、英訳：Vice Minister for International Affairs, Financial Services Agency）は、日本の国家公務員の官職の一つである。

## 位置づけ
金融庁において金融庁長官と並ぶ次官級ポストである。定数は1人。金融国際審議官は、命を受けて、金融庁の所掌事務のうち、国際的に処理を要する事項に関する事務を総括整理することとされており、金融に関する国際交渉を主担とする。
金融庁の局長以下の職員がおおむね内閣府事務官という官名であるのに対し、金融庁長官と金融国際審議官は職名であるとともに官名でもあるため別途内閣府事務官の官名は持たない。

## 沿革
- 2005年（平成17年）7月1日、総務企画局国際課が廃止され、総務企画局総務課に国際室が置かれる。総務企画局審議官（国際担当）を設置。
- 2009年（平成21年）7月1日、総務企画局審議官（国際担当）に代わり、総務企画局総括審議官（国際担当）を設置。
- 2011年（平成23年）4月1日、総務企画局総括審議官（国際担当）に代わり、総務企画局金融国際政策審議官を設置。
- 2012年（平成24年）8月29日、総務企画局金融国際政策審議官に代わり、国際政策統括官（局長級）を設置。
- 2014年（平成26年）8月29日、国際政策統括官（局長級）に代わり、金融国際審議官（次官級）を設置[1]。

## 歴代金融国際審議官
| 代 | 氏名       | 在任期間                 | 前職                                   | 退任後の要職                                    |
| -- | ---------- | ------------------------ | -------------------------------------- | ----------------------------------------------- |
| 1  | 河野正道   | 2014.08.29 - 2016.07.01  | 国際政策統括官                         | 経済協力開発機構事務次長                        |
| 2  | 氷見野良三 | 2016.07.01 - 2020.07.020 | 総務企画局審議官                       | 金融庁長官                                      |
| 3  | 森田宗男   | 2020.07.20 - 2021.07.08  | 総合政策局長                           | 農林中金総合研究所 エグゼクティブ・アドバイザー |
| 4  | 天谷知子   | 2021.07.08 - 2023.07.04  | 国際総括官                             | 東日本旅客鉄道取締役、川崎重工業取締役          |
| 5  | 有泉秀     | 2023.07.04 - 2025.07.22  | 国際総括官                             | 辞職                                            |
| 6  | 三好敏之   | 2025.07.22 -             | 総合政策局審議官兼総合政策局国際総括官 | （現職）                                        |